# خرائط أبل
خرائط أبل (بالإنجليزية: Apple Maps) هي خدمة خرائط ويب طورتها شركة أبل وهو نظام الخرائط الافتراضي الخاص بالأجهزة المستخدمة لأنظمة آي أو إس وماك أوس وووتش أو إس. توفر الخدمة معلومات الاتجاهات والزمن التقديري لوصول السيارات والمشاة وملاحة النقل العام. كما تُقدم خرائط أبل ميزة خاصة تُمكن المستخدم من استكشاف بعض المراكز الحضرية المكتظة بالسكان وغيرها من الأماكن الهامة بمشاهد ثلاثية الأبعاد تُظهر الأبنية.

## الميزات

### فلاي أوفر والخرائط ثلاثية الأبعاد
باستخدام ميزة فلاي أوفر (Flyover)، يمكن للمستخدم الاطلاع على طرق عرض افتراضية وتفاعلية لمجموعة من المدن والمعالم المتاحة من حول العالم وهي:
| البلد            | المواقع |
| ---------------- | --- |
| أستراليا         | أديلايد، كانبرا، غولد كوست، ملبورن، نيوكاسل، برث، سيدني |
| النمسا           | غراتس، لينتس، سالزبورغ |
| باهاماس          | باهاما الكبرى، ناساو |
| بلجيكا           | أنتويرب، بروج، إقليم بروكسل العاصمة، غنت، ميشيلين |
| كندا             | كالغاري، مونتريال، نياجارا فولز، سوري، تورونتو، فانكوفر |
| جمهورية التشيك   | برنو، براغ |
| الدنمارك         | آرهوس، كوبنهاغن، هيليسينكور، أودنسه، روسكيلدا |
| فنلندا           | هلسنكي |
| فرنسا            | أجاكسيو، أميان، أنجيه، آنسي، آركاشون، أفينيون، باستيا، بيزنسون، بيزييه، بياريتز، بونيفاسيو، بوردو، Calvi، قرقشونة، Chambord، Châteauneuf-du-Pape، شينونسو، كليرمون فيران، Corte، ديجون، Gorges de l'Ardèche، لا روشيل، لو مان، لنس، ليل، ليموج، ليون، مارسيليا، ميلو، جبل القديس ميشيل، مونبلييه، نانت، نيس، نيم، شاطئ أوماها، باريس، بيربينيا، بونت دي غار، بورتو فيكيو، Propriano، رانس، رين، سانت إتيان، سان تروبيه، ستراسبورغ، تولوز، Verdon Gorge |
| ألمانيا          | آوغسبورغ، برلين، بيلفلد، براونشفايغ، بريمن، كولونيا، درسدن، دوسلدورف، هامبورغ، هانوفر، كارلسروه، كيل، لايبزيغ، مانهايم، ميونخ، مونستر، قصر نويشفانشتاين، نورنبرغ، شتوتغارت |
| المجر            | بودابست |
| أيرلندا          | جروف موهير، كورك، دبلن |
| إيطاليا          | أنكونا، باري، بوبيو، قطانية، سيتاديلا، فلورنسا، جنوة، مسينة، ميلانو، نابولي، بادوفا، بايستوم، باليرمو، بارما، بافيا، بيروجيا، ريدجو كالابريا، روما، سانريمو، سرقوسة، تاورمينا، تريفيزو، تورينو، البندقية |
| اليابان          | أكيتا، آوموري، هاغي، هاكوداته، هاماماتسو، هيروشيما، كوماموتو، كيوتو، ناغاساكي، ناغويا، نيغاتا، أوكاياما، أوساكا، سابورو، سنداي، شيزوؤكا، طوكيو، توياما، تسونوشيما |
| المكسيك          | أكابولكو، كابو سان لوكاس، تشيتشن إيتزا، كويرنافاكا، كولياكان، إنسينادا، غوادالاخارا، هيرويكا غوايماس، ارموسييو سونورا، La Paz، لوريتو، مازاتلان، مكسيكالي، أوخاكا، بويبلا، بويرتو فالارتا، تيوتيهواكان، تيخوانا، تولوم |
| موناكو           | موناكو |
| هولندا           | آيندهوفن، روتردام، أوترخت |
| نيوزيلندا        | أوكلاند، كرايستشرش، دنيدن، نيلسون، كوينزتاون، ويلينغتون |
| البرتغال         | براغا، قلمرية، بورتو |
| جنوب أفريقيا     | ديربان، كيب تاون، جوهانسبرغ، بريتوريا |
| إسبانيا          | لا كورونيا، الجزيرة الخضراء، أليكانتي، ألمرية، بطليوس، برشلونة، قصرش، قادس، قرطبة، خيخون، ولبة، شريش، ليون، لوغو، مدريد، مالقة، مرسية، بنبلونة، سلامنكا، سان سيباستيان، إشبيلية، بلد الوليد، بلنسية، فيغو، سرقسطة |
| السويد           | غوتنبرغ، هلسينغبورغ، لينشوبينغ، مالمو، ستوكهولم، فيسبي |
| سويسرا           | بازل، برن |
| تايوان           | تاي شانغ |
| المملكة المتحدة  | بلفاست، برمنغهام، بلاكبول، جزر العذراء البريطانية، إدنبرة، جبل طارق، غلاسكو، كينغستون أبون هال، ليدز، ليفربول، لندن، مانشستر، ميدلزبرة، نيوكاسل أبون تاين، نوتنغهام، برستون، ستوك أون ترينت، ستونهنج، سندرلاند، ولفرهامبتن |
| الولايات المتحدة | انظر أسفل الجدول |
| الفاتيكان        | الفاتيكان |

| الولاية/المنطقة       | المواقع |
| --------------------- | --- |
| ألاباما               | موبيل |
| أريزونا               | غراند كانيون، سد هوفر، بحيرة باول، فوهة بارينجر، مونومنت فالي، فينيكس، توسان |
| كاليفورنيا            | بيكرسفيلد، جزيرة سانتا كاتالينا، فريسنو، حديقة لاسين البركانية الوطنية، لوس أنجلوس، موديستو، أوكلاند، حديقة بيناكلز الوطنية، بورتيرفيل، ساكرامنتو، سان دييغو، سان فرانسيسكو، سان خوسيه، ستوكتون، فيساليا، منتزه يوسيميتي الوطني |
| كولورادو              | دنفر، Royal Gorge |
| فلوريدا               | فورت لاودردال، ميامي، بينساكولا، تالاهاسي |
| جورجيا                | أتلانتا |
| هاواي                 | بيغ آيلاند (الجزء الواقع إلى أقصى الغرب)، أواهو |
| أيداهو                | بويسي |
| إلينوي                | شيكاغو |
| إنديانا               | إنديانابوليس، ساوث بند |
| كانساس                | ويتشيتا |
| كنتاكي                | لويفيل |
| لويزيانا              | باتون روج، نيو أورلينز |
| مين                   | بورتلاند |
| ماريلند               | بالتيمور |
| ماساتشوستس            | بوسطن، مارثا فينيارد، سالم، سبرينغفيلد |
| ميشيغان               | ديترويت |
| مينيسوتا              | منيابولس، سانت بول |
| ميزوري                | سبرينغفيلد، سانت لويس |
| نبراسكا               | أوماها |
| نيفادا                | سد هوفر، لاس فيغاس |
| نيويورك               | ألباني، بوفالو، مدينة نيويورك، نيوبورغ، نياجارا فولز، بكبسي، روتشستر، سكنيكتادي |
| كارولاينا الشمالية    | غرينزبورو، رالي |
| أوهايو                | آكرون، سينسيناتي، كليفلاند، كولومبوس، توليدو |
| أوكلاهوما             | أوكلاهوما سيتي، تلسا |
| أوريغون               | بورتلاند، سايلم |
| بنسيلفانيا            | ألينتاون، فيلادلفيا، بيتسبرغ |
| بورتوريكو             | Aguadilla، Arecibo، Mayagüez، بونس، سان خوان |
| رود آيلاند            | بروفيدنس |
| كارولاينا الجنوبية    | تشارلستون، كولومبيا |
| داكوتا الجنوبية       | جبل راشمور، رابيد سيتي |
| تينيسي                | ممفيس، ناشفيل |
| تكساس                 | أرلينغتون (جزئياً)، أماريلو، أوستن، دالاس، فورت وورث، هيوستن، سان أنطونيو |
| جزر العذراء الأمريكية | مغطاة بأكملها |
| يوتا                  | حديقة الأقواس الوطنية، متنزه كانيونلاندز الوطني، بحيرة باول، مونومنت فالي، متنزه صهيون الوطني |
| واشنطن                | سياتل، تاكوما |
| ويسكونسن              | غرين باي، ميلواكي |
| وايومنغ               | شايان، Devils Tower |

## وصلات خارجية
- الموقع الرسمي